# Франц Баварский (1875)
Франц Мария Луитпольд Баварский (нем. Franz Maria Luitpold Prinz von Bayern; (20 октября 1875, Штарнберг — 25 января 1957, Штарнберг) — немецкий принц, член Баварского королевского дома Виттельсбахов и генерал-майор баварской армии.

## Ранняя жизнь и военная карьера
Франц родился в замке Лойтштеттен, в Штарнберге (Бавария). Третий сын последнего короля Баварии Людвига III (1845—1921), правившего в 1913—1918 годах, и эрцгерцогини Марии-Терезии Австрийской-Эсте (1849—1919).
Вначале принц Франц служил командиром 2-го королевского пехотного полка. Незадолго до начала Первой мировой войны поручил под своё командованием 3-ю баварскую пехотную бригаду, которая позже была переименована в 4-ю пехотную бригаду. Принц Франц руководил бригадой во время побед в битвах под Фортом Дуомон, при Пашендейле и Кеммельбергом.
За образцовое руководство во время этих операций он был награждён 25 мая 1916 года рыцарским крестом Военного Ордена Максимилиана Иосифа. 28 октября 1916 года принц Франц Баварский был назначен командующим всей 4-й баварской королевской дивизии. Весной 1918 года он был награждён командорским крестом Военного Ордена Максимилиана Иосифа и высшим прусским военным орденом Pour le Mérite (16 мая 1918 года). Однако летом 1918 года 4-я баварская королевская дивизия понесла тяжёлые потери во время битвы при Сомме и была переведена на итальянский фронт на защиту границ, где оставался до самого конца войны.

## Брак и дети
19 июля 1912 года принц франц Баварский женился на принцессе Изабелле Антонии фон Круа (7 октября 1890 — 30 марта 1982), дочери герцога Карла Альфреда фон Круа и принцессы Людвики фон Аренберг. Свадьба состоялась в Замке Вальдбург в Бадене близ Вены (Австро-Венгрия). У супругов было шестеро детей:
- Принц Людвиг Баварский (1913—2008), женат с 1950 года на принцессе Ирмингард Баварской (1923—2010), в браке родилось трое детей (двое умерли при рождении);
- Принцесса Мария Елизавета Баварская (1914—2011), муж с 1937 года принц Педро Энрике Орлеан-Браганса (1909—1981), в браке родилось двенадцать детей;
- Принцесса Адельгунда Мария Баварская (1917—2004), муж с 1948 года барон Зденко фон Хоэннинг-O’Каррол (1906—1996), в браке родилось пятеро детей;
- Принцесса Мария Элеонора Баварская (1918—2009), муж с 1948 года граф Константин Вальдбург-Цейль-Траухбург (1909—1972), в браке родилось шестеро детей;
- Принцесса Доротея Тереза Баварская (1920—2015[1]), муж с 1938 года эрцгерцог Готфрид Австрийский (1902—1984), в браке родилось четверо детей;
- Принц Рассо Баварский (1926—2011), женат с 1955 года на принцессе Терезе Баварской (род. 1931), в браке родилось семеро детей.

## Смерть
81-летний принц Франц Баварский скончался 25 января 1957 года в Замке Лойтштеттен в Штарнберг, Бавария и похоронен в церкви Святого Михаила в Мюнхене.

## Награды
Бавария:
- Орден Святого Губерта
- Военный Орден Максимилиана Иосифа, Рыцарский крест (1916) и Командорский Крест (1918)
- Орден «За военные заслуги» (Бавария), 2-го класса со звездой и мечами
- Орден «За военные заслуги» (Бавария), 2-го класса с мечами
- Орден «За военные заслуги» (Бавария), 3-го класса с короной
- Юбилейная Медаль

Пруссия:
- Орден Черного Орла
- Pour le Mérite
- Орден Королевского дома Гогенцоллернов, Почётный Крест 1-го класса
- Орден Королевского дома Гогенцоллернов, Почётный Крест 1-го класса с мечами
- Железный Крест 1-й класс (1914)
- Железный Крест 2-й класс (1914)
- Орден короны, 2-го класса со звездой и мечами
- Нагрудный знак «За ранение» (1918)

Другие немецкие государства:
- Родовой Орден Верности (Великое герцогство Баден)
- Крест «За военные заслуги» 2-го класса (Герцогство Брауншвейг)
- Орден Людвига (Великое герцогство Гессен)
- Почётный военный крест за героические дела (Липпе-Детмольд)
- Орден Рутовой короны (Королевство Саксония
- Большой Крест ордена Саксен-Эрнестинского дома (Герцогства Саксен-Альтенбург, Саксен-Кобург-Гота, Саксен-Мейнинген)
- Большой Крест Ордена Вюртембергской короны (Королевство Вюртемберг)

Другие страны:
- Орден Золотого руна (Австро-Венгрия)
- Большой Крест Королевского Венгерского Ордена Святого Стефана (Австро-Венгрия)
- Крест «За военные заслуги» 2-го класса с воинскими украшениями (Австро-Венгрия)
- Золотая Медаль Имтияз (Османская империя)
- Галлиполийская звезда (Османская империя)
- Орден Османие 1-й степени (Османская империя)